# Martonvásár
Martonvásár là một thành phố thuộc hạt Fejér, Hungary. Thành phố này có diện tích 31,25 km², dân số năm 2010 là 5756 người, mật độ 184 người/km².